# Брахмавайварта-Пурана
«Брахмавайварта-пурана» (санскр. व्रह्मबैवर्तपुराणम्, brahmavaivarta purāṇa IAST) — санскритський священний текст індуїзму, одна з вісімнадцяти основних Пуран. «Брахмавайварта-пурану» викладає ведичний ріші Сута Госвамі зібранню мудреців в лісі Наймішаранья. Вона розділена на чотири частини. У першій частині розповідається про створення всесвіту і всіх живих істот. У другій частині, «Пракріті-кханди», описуються різні богині (або шакті), що є втіленнями пракріті. Третя частина, «Ганеша-кханда», в основному присвячена опису життя і діянь Ганеші, а остання частина, «Крішнаджанма-кханда», містить життєпис Крішни. 
Однією з особливостей «Брахмавайварта-Пурани» є те, що Крішна представлений тут не просто як аватара Вішну, але як Всевишній, Верховний Бог,  Парабрахман, чия вічна обитель це Вішну  і який разом з Расешварі (Радгою)  є джерелом світобудови. У всіх Ведах та інших писаннях згадується, що Парабрахман - це початковий Верховний Бог, Абсолютна Істина, але в цій пурані конкретно йдеться, що цей Верховний Бог - Крішна. У «Брахмавайварта-пурані» також стверджується, що Крішна є початковим джерелом трімурті - Брахми, Вішну і Шиви , які відповідальні за створення, підтримка і руйнування всесвіту. 